# Jahresbericht über die Leistungen und Fortschritte auf dem Gebiete der Neurologie und Psychiatrie
Jahresbericht über die Leistungen und Fortschritte auf dem Gebiete der Neurologie und Psychiatrie – niemieckie pismo naukowe o charakterze referatowym, poświęcone neurologii i psychiatrii, założone w 1897 roku.
Redagowane było przez Edwarda Flataua (do 1900, potem jako współpracownik), Louisa Jacobsohna oraz Emanuela Mendla, potem przez Oswalda Bumkego.